# ヤマダホームズ
株式会社ヤマダホームズ（英: YAMADA HOMES Co.,LTD.）は、群馬県高崎市に本社を置く日本の住宅メーカー。ヤマダホールディングス傘下。

## 概要
木造住宅を主力商品とする。「PBDM集成材」「ストレストスキンパネル」などの接着集積された木材を主要資材に用いたものが多い。
住宅展示場で自由設計の高級住宅を販売している。
かつての社名であった「エス・バイ・エル（S×L）」は、「S」がSpace（空間）、「L」がLife（生活）を表し、人が住まうためのハードとしての生活とソフトとしての空間を掛け合わせる「×」（バイ）の発想で融合させ、新しい生活価値を創造しようというアイデンティティを社名にしたものである。社団法人プレハブ建築協会に加盟。
1990年代には、SXLというホームセンターを運営していたが、2006年に売却し、現在は撤退している。
2011年8月12日、ヤマダ電機が、株式公開買付により、筆頭株主となっている野村ホールディングス系の投資ファンド「ユニファイド・パートナーズ」が保有する株式40%すべてを取得するとともに、第三者割当増資の引き受けを発表。同年10月12日付けでヤマダ電機の連結子会社（50.46%）となった。ヤマダ電機から取締役の派遣を受け、ヤマダ電機と業務提携を結び、「S×L by YAMADA」のブランド名で太陽光発電・オール電化などを備えた「スマートハウス」の販売促進に力を注いでいる。2013年6月に商号をヤマダ・エスバイエルホームに変更し、ブランド表記も「YAMADA S×L HOME」になった。
2018年9月1日付で簡易株式交換によりヤマダ電機の完全子会社となった。同年10月1日付で、ヤマダ・エスバイエルホームを存続会社とし、同じくヤマダ電機の完全子会社であったヤマダ・ウッドハウス、ならびにヤマダ・エスバイエルホームの子会社であったハウジングワークスおよびエス・バイ・エル住工を吸収合併した上で、商号を株式会社ヤマダホームズへ変更した。
ヤマダ電機傘下となるまでは、大輪会ならびに芙蓉懇談会に加盟していた。

## 沿革
- 1951年
  - 6月14日 - 大阪府大阪市に三成建築工業株式会社設立。
  - 12月 - 三成工業株式会社に社名変更。
- 1955年9月 - 小堀興業株式会社に社名変更。
- 1961年5月 - 小堀住研興業株式会社に社名変更。
- 1965年4月 - 小堀住研株式会社に社名変更。
- 1973年9月28日 - 大証2部上場。
- 1975年10月 - 東証2部上場。
- 1978年9月 - 東証、大証1部指定替え。
- 1990年10月 - エス・バイ・エル株式会社に社名変更。
- 2005年11月 - ユニファイド・パートナーズ株式会社と資本提携。
- 2006年2月6日 - 子会社である株式会社軽井沢倶楽部（ホテル軽井沢1130・軽井沢倶楽部ホテル石垣島・社員寮）と株式会社宜野座カントリークラブの2社を、米・投資ファンドのエートスグループに売却（2006年2月10日に引き渡し）し、リゾート事業から撤退すると発表[8]。
- 2007年6月 - 大阪市北区曽根崎の本社ビルを売却、大阪市北区天満橋に本社移転。
- 2009年6月 - 大証上場廃止。
- 2011年
  - 10月12日 - ヤマダ電機による株式公開買付の決済と第三者割当増資の払込が行われ、同社の子会社となる[2]。
  - 11月25日 - 三栄建築設計と狭小地住宅に関する業務提携を締結[9]。
- 2013年6月1日 - 株式会社ヤマダ・エスバイエルホームに社名変更。
- 2016年5月27日 - 本社所在地を現在の場所（親会社であるヤマダ電機の本社ビル11階）に移転。
- 2018年
  - 8月29日 - 東証1部上場廃止[5]。
  - 9月1日 - 簡易株式交換により、ヤマダ電機の完全子会社となる[5]。
  - 10月1日 - ヤマダ・ウッドハウス、ハウジングワークス、エス・バイ・エル住工と合併し、株式会社ヤマダホームズに社名変更[6]。
- 2021年
  - 1月 - 2020年10月にグループ会社となった株式会社ヒノキヤグループが開発した冷暖システム「Z空調」の販売を開始[10]。
  - 2月1日 - 株式会社ヤマダレオハウス、株式会社ヤマダ不動産を吸収合併[11]。

## 商品
注文住宅
- コンサルティング邸別設計
  - 「小堀の住まい」
  - 「SxLシグマ」
  - 「Felidia」
  - 「Felidia-el」
  - 「スーパーフル装備住宅」
  - 「ウッドセレクション」

賃貸住宅「St'LOUER（セントロイエル）」
- 「elsis garden（エルシス ガーデン）」
- 「elsis（エルシス）」（2階建賃貸住宅）
- 「albeux（アルベーユ）」（3階建賃貸住宅）

かつてはシンボル的存在の高級注文住宅「新桂」と主力商品の低価格企画住宅「House55シリーズ」があった。
住宅メーカーの中でも屈指の設計力を持ちながら、低価格企画住宅の「House55シリーズ」中心の受注となり、安価なイメージが先行していた。近年「New Authent」など中高級商品を充実させ、技術と設計力を活かす戦略に転換している。

## 構造・性能

### 木質パネル一体構法
木造住宅建築の主力商品は、工場生産される「ストレストスキンパネル」と名づけられた木質パネルを組み合わせたプレハブ工法住宅である。

#### この工法の特徴
工場生産された高強度な木質接着パネルを組み立てて六面体の「箱」を作るという方法で筐体を組み立てる。木質パネルは角材を組み立てた枠の片面に構造用合板(5.5mm)を接着した片面パネルを使用している。また、一部に二階まで達する「通しパネル」と呼ばれる長尺のパネルを使用し、二階建ての建物の一階二階部分を一体のものとする構造を採用する場合がある。
通常規模の住宅の場合、2日程度で屋根まで完成させることができるため、天候による工程遅れの可能性が少ない（ただし、現在のプレハブ工法の場合、いずれの方法を用いても大差はない）。
片面パネルを採用することで、湿気に弱い断熱材の充填を屋根を葺いた後にできる利点がある（ただし、断熱材の充填などは、現場作業となる）。
よく似ている構法で比較されるミサワホームはあらかじめ工場で断熱材等も充填する両面パネル構法である。また、セキスイハイムの木造も片面パネルであるが、幅広の角材を使用した商品が主体（2×6）であり、工場で80％前後まで工事を終了させて現場に持ち込むユニット建築方式となっている。

#### 壁体内換気システム
気密性・断熱性の高い住宅では、壁の中の内部結露が生じ、住宅の性能を劣化させることがある。
当社では、壁の枠組みとなる角材に小さな通気口を設け、また壁の構造用合板と断熱材の間にプラスチック製のスペーサーを入れ、通気をはかり、壁パネル内に侵入した湿気を追い出すという方法を採用している。通気は、屋根に受けた太陽熱で暖められた小屋裏の空気が抜けることによって行われる。ヤマダホームズでは、これを「壁体内換気システム」と呼んでおり、木質パネルの含水率を低く維持し続けることができるとしている。この方法は以前特許を取得していたが、この特許が切れたことから、その後は積水ハウス等の他社でも同様のシステムを採用したものが登場した。また、構造用合板とサイディングの間にも通気層を設けている。

#### 耐火・防火性能
外壁には防火サイディングやモルタル壁を使用して外部延焼を、耐火性の高い断熱材のロックウールや石膏ボードやファイヤーストップ材によって内部火災の拡大を防いでおり、住宅金融支援機構の「省令準耐火構造」・「準耐火構造」の承認や認定を受けている。

### 他の構造
LIXIL（トステムブランド）のSWパネルを使った商品、木造軸組み系の商品なども扱っている。また、一時期は、工場で大半の部材をブロック状になるまで組み立て、現場ではそのブロックを組み合わせるだけという商品（商品名:コモハウス）も製造していた。

## 事業所
- 本社 - 群馬県高崎市
- 支店・営業所・事務所 - 東京支店、横浜支店、千葉支店、北関東・埼玉支店（埼玉営業所・宇都宮営業所・水戸営業所）、静岡支店、中部支店（名古屋営業所[愛知県・岐阜県]・三重事務所）、京滋（京都営業所[京都府・滋賀県]）、阪奈（大阪営業所・奈良営業所）、兵庫（阪神営業所・姫路営業所）、四国（高松営業所・松山営業所）、福岡支店、札幌事務所、仙台事務所
- 代理店　沖縄を除く各地域
- 工場 - つくば、山口

## 提供番組
「小堀住研」「エス・バイ・エル」「ヤマダ・エスバイエルホーム」名義での単独提供番組のみ記載

### 2015年現在

#### ラジオ
以下に記すラジオ局はいずれも、本社の地元（大阪市）にあるJRN・NRNクロスネット局。
- おはようパーソナリティ道上洋三です（ABCラジオ、8時台）

### 過去

#### テレビ
- サンデーモーニング（TBS系列）
- JNNニュースの森（TBS系列）※土曜
- FNNニュースCOM（フジテレビ系列）※小堀住研時代からの提供
- 全国高校野球選手権大会中継（朝日放送制作・テレビ朝日系列、1996年 - 2004年）
- サンデープロジェクト（テレビ朝日系列）

#### ラジオ
- 産経新聞ニュース（ニッポン放送）※小堀住研時代からの提供
- 2010年頃からニッポン放送を初めとしたNRN系列の一部で夕方を中心に毎日CMが放送、又はスポンサーとなっている。
  - ショウアップナイタープレイボール（ニッポン放送）
  - 安蒜豊三 夕焼けナビ・スポーツナビ→ガッツナイター最前線（東海ラジオ。2012年度より土日は野球中継でCMを放送）
  - 亀山つとむのかめ友 Sports Man Day（MBSラジオ）

など

## 関連会社
- コングロエンジニアリング株式会社
- ライフデザイン・カバヤ株式会社（旧：エス・バイ・エル・カバヤ株式会社） - 自社とカバヤ食品が共同出資した住宅販売会社。カバヤオハヨーグループの一社。岡山県内と一部の中国地方(広島県、鳥取県）、一部の四国地方（香川県、愛媛県）、福岡県、兵庫県での住宅販売を行っている。ライフデザイン・カバヤに社名変更後もエス・バイ・エル・カバヤブランドは継続していた。2025年現在は、ヤマダホームズ製品の販売代理店を行っている（岡山県内のみ）。

### かつて存在した子会社・関連会社
- エス・バイ・エル東北株式会社 - 2007年解散。
- 株式会社軽井沢倶楽部[12] - 2006年6月売却
- 株式会社宜野座カントリークラブ[13] - 2006年6月売却
- エス・バイ・エル明成建設株式会社 - 2013年破産手続き開始。
- エス・バイ・エル住工株式会社
- エス・バイ・エルハウジング株式会社
- エースホーム株式会社 - 2020年2月、ナックへ売却